# Resolució 909 del Consell de Seguretat de les Nacions Unides
La Resolució 909 del Consell de Seguretat de les Nacions Unides fou adoptada per unanimitat el 5 d'abril de 1994. Després de reafirmar les resolucions 812 (1993), 846 (1993), 872 (1993), 891 (1993) i 893 (1994) sobre Ruanda, el Consell va expressar la seva preocupació pel deteriorament de la seguretat i la situació humanitària al país, particularment a Kigali, i va ampliar el mandat de la Missió d'Assistència de les Nacions Unides per Ruanda (UNAMIR) fins al 29 de juliol de 1994.
Va expressar la seva preocupació pel retard en l'establiment d'un govern de transició i l'Autoritat Nacional de Transició que constituïa un obstacle important als acords d'Arusha. La revisió de la UNAMIR es duria a terme en un termini de sis setmanes incloent el paper de les Nacions Unides a Ruanda si el Secretari General Boutros Boutros-Ghali informava al Consell que no s'havia avançat prou en establir les autoritats de transició.
Es va instar a ambdues parts a resoldre les seves diferències sense demora per tal d'establir les institucions de transició, i malgrat que l'acord de pau d'Arusha no s'havia implementat, es va observar un alto el foc i es va encomanar la contribució de la UNAMIR. El suport continuat a la UNAMIR dependrà de la plena aplicació dels acords d'Arusha. Al mateix temps, els esforços del Secretari General, del seu Representant Especial, dels Estats membres i de l'Organització de la Unitat Africana (OUA) pels seus esforços en el procés polític i per proporcionar ajuda humanitària i altra assistència. Finalment, es va demanar al Secretari General que seguís vigilant els costos financers de la UNAMIR.